# Festival international du film Canada Chine
Le Festival international du film Canada Chine (chinois : 中加国际电影节 ; anglais : Canada China International Film Festival — CCIFF) est un festival de films annuel organisé principalement à Montréal, Québec, Canada. Le festival du film est organisé par Canada Chine Art-Tech (CCAT), une organisme à but non lucratif, et est coordonné par mDreams Pictures Inc. Le CCIFF facilite les échanges entre les cultures cinématographiques chinoise et canadienne, stimule la collaboration et encourage le dialogue entre artistes et cinéastes. Le festival agit comme une véritable plateforme d’innovation et de création, mettant en lumière les œuvres les plus récentes technologies de divertissement.
Le CCIFF est officiellement reconnu et soutenu par les autorités suivantes : China Film Administration (anciennement Administration d'État de la presse, des publications, de la radio, du cinéma et de la télévision de la République populaire de Chine) ; Téléfilm Canada ; China Film Producers' Association ; China Film Group Corporation; China Film Archive ; Ambassade de la République populaire de Chine au Canada ; Consulat général de la République populaire de Chine à Montréal ; Hôtel de ville de Montréal ; Office national du film du Canada ; SODEC (Société de développement des entreprises culturelles); QFTC (Conseil du cinéma et de la télévision du Québec); Université Concordia, Comité du Festival international du film de Shanghai; Comité du Festival international du film de Beijing; Centre documentaire de l'Université normale de Beijing ; Soutien à la traduction et aux études de la culture chinoise, et d'autres.
Le festival est organisé par Canada Chine Art-Tech (CCAT), un organisme sans but lucratif voué à la promotion et à la compréhension des différences culturelles dans le milieu du cinéma entre le Canada et la Chine. Le CCAT favorise le dialogue culturel entre les deux pays en rassemblant des acteurs des milieux de l’art, de la technologie et des médias interactifs numériques afin de créer des occasions concrètes de collaboration internationale. CCAT travaille dans le cinéma, la télévision, la réalité virtuelle, la réalité augmentée, l'informatique et le divertissement des nouveaux médias.

## Événements
Chaque année, le festival propose environ sept volets principaux : la cérémonie d’ouverture, les projections et la compétition de films, la tribune sur la voix des femmes dans le cinéma et la télévision, le sommet sur les technologies du divertissement et les rencontres B2B, la classe de maître, le séminaire académique, ainsi que la soirée de gala et de remise des prix.

### Cérémonie d'ouverture
La cérémonie d'ouverture du festival se déroule à Montréal, Toronto et Ottawa. Environ 100 spectateurs et invités, dont des représentants du gouvernement, des célébrités, des réalisateurs et des cinéastes du Canada et de Chine, assistent chaque année à la cérémonie d’ouverture.

### Projections de films
Des projections de films en personne ont lieu pendant 3 jours consécutifs pendant le festival dans des lieux de Montréal, notamment Université Concordia, Cineplex, BanQ, Cinémathèque québécoise, Cinéma Moderne, Cinéma du Parc et Musée des Beaux-Arts. Des projections de films en ligne sont offertes pendant un mois sur la plateforme Smart Cinema. Le festival y présente une sélection de 40 œuvres remarquables couvrant divers genres cinématographiques et télévisuels, incluant des longs métrages, des documentaires, des courts métrages et des films d’animation.

### Concours
La section compétition cinématographique constitue l’un des volets phares du CCIFF. Le jury sélectionne une quarantaine de films parmi plus de 100 soumissions dans la section Projection. Environ trente d’entre eux accèdent ensuite à la phase finale de la compétition. Lors de la grande finale, le jury remet 26 prix dans la catégorie cinéma, ainsi que 4 prix dans la catégorie télévision.

### Sommet des technologies du divertissement et B2B
Le Sommet sur les technologies du divertissement constitue une plateforme majeure d’échanges technologiques et de discussions académiques dans le cadre du festival. Parmi les invité(e)s de renom figurent des dirigeant(e)s et expert(e)s du Cirque du Soleil, de Disney, d’IBM et de Google, notamment Nasim Sedaghat (cheffe de produit chez IBM), Jacques Méthé (ancien président du Cirque du Soleil), Rajesh Sharma (ancient directeur technique chez Disney Animation Studios) et Paul Debevec (chercheur principal chez Google et Netflix).

## Prix

### 2024
| Awards                | Recipient                                                              |
| --------------------- | ---------------------------------------------------------------------- |
| Best Director         | Qiao Liang (Off the Stage, China)                                      |
| Best Feature Film     | Fight for Tomorrow (China, Hong Kong)                                  |
| Best Actor            | David La Haye (STAT, Canada)                                           |
| Best Actress          | He Saifei (Off the Stage, China)                                       |
| Best TV Documentary   | P’o Yan Hospital: A Legacy of Universal Benevolence Since 1886 (China) |
| Best Documentary Film | Only Xie Jin (China)                                                   |
| Best Producer         | Luo Dajun and Huang Dong (Tibet - Suolangrangbu, China)                |
| Best Producer         | Jialu Niu (The Sun Shines on Tashkurgan, China)                        |
| Best Creativity       | White Snake (China)                                                    |
| Best Cinematography   | A Family Portrait (Canada)                                             |
| Best Short Film       | Winter Is No More Lonely Than Other Seasons (États-Unis)               |
| Best First Feature    | FRAME (Canada)                                                         |

### 2023
| Awards                | Recipient                                         |
| --------------------- | ------------------------------------------------- |
| Best Short Film       | Wok Hei                                           |
| People's Choice       | My Father's Journey                               |
| Best New Director     | Michael Cutler (La passion de Paul-Émile Borduas) |
| Best Original Score   | Deep Sea                                          |
| Best Drama            | Almost Lost                                       |
| Best Producer         | Anuli Ajagu (Praise Party)                        |
| Best Animation Film   | Katak: The Brave Beluga                           |
| Best Creativity       | Answer                                            |
| Best Script           | Coyote                                            |
| Best TV Documentary   | Mount Wuyi, Our National Park                     |
| Best Actor            | Patrick Caux (La passion de Paul-Émile Borduas)   |
| Best Actress          | Rim Turki (Memory Box)                            |
| Best Documentary Film | Big Fight in Little Chinatown                     |
| Best Director         | Martin Villeneuve (Les 12 travaux d'Imelda)       |
| Best Feature Film     | HACHIKO                                           |

### 2022
| Awards                                | Recipient                                   |
| ------------------------------------- | ------------------------------------------- |
| Best Short Film                       | RESURGO                                     |
| Best Documentary Film                 | Saving Chinatown - Our Heritage, Our Legend |
| Best First Feature                    | Le bruit des moteurs                        |
| Best Script                           | La Contemplation du mystère                 |
| Best Actor                            | Ayham Abou Ammar (Peace by Chocolate)       |
| Best Director                         | Craig Thompson (Footsteps of Bethune)       |
| Best Feature Film                     | Mo Yan and his Literature Home              |
| Best Supporting Actor                 | Tzi Ma (A Father's Son)                     |
| Best Actress & Life Achievement Award | Lisa Lu (Pursuit of Light)                  |

### 2021
| Awards                  | Recipient                                          |
| ----------------------- | -------------------------------------------------- |
| Best Director           | Tracey Deer (BEANS)                                |
| Best Feature Film       | A Hustle Bustle New Year                           |
| Best Actress            | Nahéma Ricci (Antigone)                            |
| Best Actor              | Wu Jiang (Break Through the Darkness)              |
| Best Supporting Actress | Soinam Wangmo (Wind)                               |
| Best Supporting Actor   | Jinheng Yang (Aksa)                                |
| Best Cinematography     | Anima                                              |
| Best Script             | Portraits from a Fire                              |
| People's Choice         | En panne                                           |
| Best New Director       | Ming Liang (Wisdom Tooth)                          |
| Best Creativity         | Open Season                                        |
| Best Short Film         | Climate Rebellion Halifax Canada                   |
| Best Experimental Film  | A Feeling Called Collapse                          |
| Best TV Series          | Faith Makes Great & Children of the Great Bay Area |

### 2020
| Awards                 | Recipient                          |
| ---------------------- | ---------------------------------- |
| Best Feature Film      | L'Adieu                            |
| Best TV Series         | Realize Our Dream                  |
| Best Cinematography    | Back to Youth                      |
| Best Special Effects   | Yue Xiao (A Tower on the Mountain) |
| Best Animation         | The Stone and the Sea              |
| Best Documentary Film  | Tribe Over the Cloud               |
| Best TV Documentary    | Hi China                           |
| Best Script            | The Melody of Silence              |
| Best Short Film        | Through the Seasons                |
| Best New Actor/Actress | QiuQiu (Xi'An Blues)               |
| Best Producer          | Clifton Ko Chi-Sum (Dearest Anita) |
| People's Choice        | The Front Line                     |
| Best Actress           | Yan Liu (My Dear Liar)             |
| Best Actor             | Guillaume Tremblay (Wilcox)        |
| Best Director          | Tongdao Zhang (Born in 2000)       |

### 2019
| Awards                | Recipient                                                |
| --------------------- | -------------------------------------------------------- |
| Best TV Series        | Jinghong Xiao (My Story for You); Chen Yang (Ever Night) |
| Best Cinematography   | Pengfei Shen (Beauty Valley)                             |
| Best Special Effects  | Yue Xiao (Assassin on the String)                        |
| Best Animation        | Li Luo (The King's Avatar: For the Glory)                |
| Best Documentary Film | Qianya Xu (Her Offerings)                                |
| Best Script           | Liu Yi (If Thoughts Can Kill)                            |
| Best Short Film       | Jorge Camarotti (Kinship)                                |
| Best New Talent       | Kyle Hu (Love in the Air)                                |
| Best Producer         | Li Li (Enter the Forbidden City)                         |
| People's Choice       | Apprenticeship                                           |
| Best Actress          | Amber Goldfarb (Appiness)                                |
| Best Actor            | Jinghan Ma (Enter the Forbidden City)                    |
| Best Director         | Mei Hu (Enter the Forbidden City)                        |
| Best Film             | The Hummingbird Project                                  |

### 2018
| Awards                  | Recipient                                                           |
| ----------------------- | ------------------------------------------------------------------- |
| Best TV Series          | He Xiaofeng (Scissor Seven)                                         |
| Best Cinematography     | Yuezi Ouyang (Feeling You)                                          |
| Best Special Effects    | Yang Lu (Sticks and Straw)                                          |
| Best Technology         | Wei He (Do Not Miss It 70 Years of National Film in Inner Mongolia) |
| Best Documentary Film   | Thi Be Nguyen & Marie-Hélène Panisset (Moonless Night)              |
| Best Script             | Yongjian Sun (Fake Tattoos)                                         |
| Best Short Film         | Mrs. Wang                                                           |
| Best Supporting Actress | Xinyu Wang (The Master of Lion Dance)                               |
| Best Supporting Actor   | Mingyi Yang (Lost in Apocalypse)                                    |
| Best Producer           | Wenshuang Xu (Tomorrow)                                             |
| People's Choice         | The Master of Lion Dance                                            |
| Best Actress            | Dorothee Berryman (Background Check)                                |
| Best Actor              | Matthew Knowles (Poppies)                                           |
| Best Director           | Marc-Andre Lavoie (Background Check)                                |
| Best Film               | Yimou Zhang (Shadow)                                                |

### 2017
| Awards                  | Recipient                 |
| ----------------------- | ------------------------- |
| Best Director Award     | Junjie Teng               |
| Best Feature Film       | Seventy-seven Days        |
| Best Documentary Film   | Un American Au Québec     |
| Best Short Film         | The Plateau               |
| Best Actress            | Yiyan Jiang               |
| Best Actor              | Aubert Pallascio          |
| Best Cinematography     | Final Battle in Town      |
| Best Script             | Trusting Love             |
| Best Special Effects    | Secrets of the Flowers    |
| People's Choice         | Broken Badges             |
| Best Technology         | The Plume                 |
| Best Supporting Actor   | Guorong Zhang             |
| Best Supporting Actress | Funglin Yao               |
| Best TV Documentary     | The Century Silk Road     |
| Best TV Series          | The First Half of My Life |
| Best Script Competition | Jiangling Li              |

### 2016
| Awards                  | Recipient                             |
| ----------------------- | ------------------------------------- |
| Best Actress            | Liuyuan Ding                          |
| Best Actor              | Sasha Samar                           |
| Best Supporting Actress | Yan Zhang                             |
| Best Supporting Actor   | Yixiang Li                            |
| Best Director           | Zhen Ding Yinann Ding                 |
| Best Film               | Best the Streets                      |
| Best Short Film         | Pain in Silence                       |
| Best Documentary        | Once Upon a Time in Bussière's Garden |
| People's Choice         | The Promised One                      |
| Best Special Effects    | Brothers                              |
| Best Technology         | Lighting Up                           |
| Best Script             | Last Shot                             |
| Best Cinematography     | Transmigration                        |

## Couverture médiatique
Le CCIFF a été présenté dans de nombreux médias nationaux et internationaux tels que MTL Blog, The Montreal Times Newswire, The Hollywood Reporter, Global News,Timeout Market, CBC Radio, Radio Canada, and Cult MTL.